# Andreï Kovaltchouk
Pour les articles homonymes, voir Andriy Kovaltchouk et Kovaltchouk.
Andreï Nikolaïevitch Kovaltchouk (en russe : Андрей Николаевич Ковальчук), né le 7 septembre 1959 à Moscou, est un sculpteur russe.

## Biographie
Diplômé en 1981 de l’Académie d'art et d'industrie Stroganov de Moscou, il détient le titre d'artiste du peuple de la fédération de Russie (attribué en 2003) et est lauréat de nombreuses distinctions dont le prix de la culture du gouvernement de la fédération de Russie (en 2008). Il préside depuis 2009 l’Union des peintres russes[réf. souhaitée].

## Œuvre

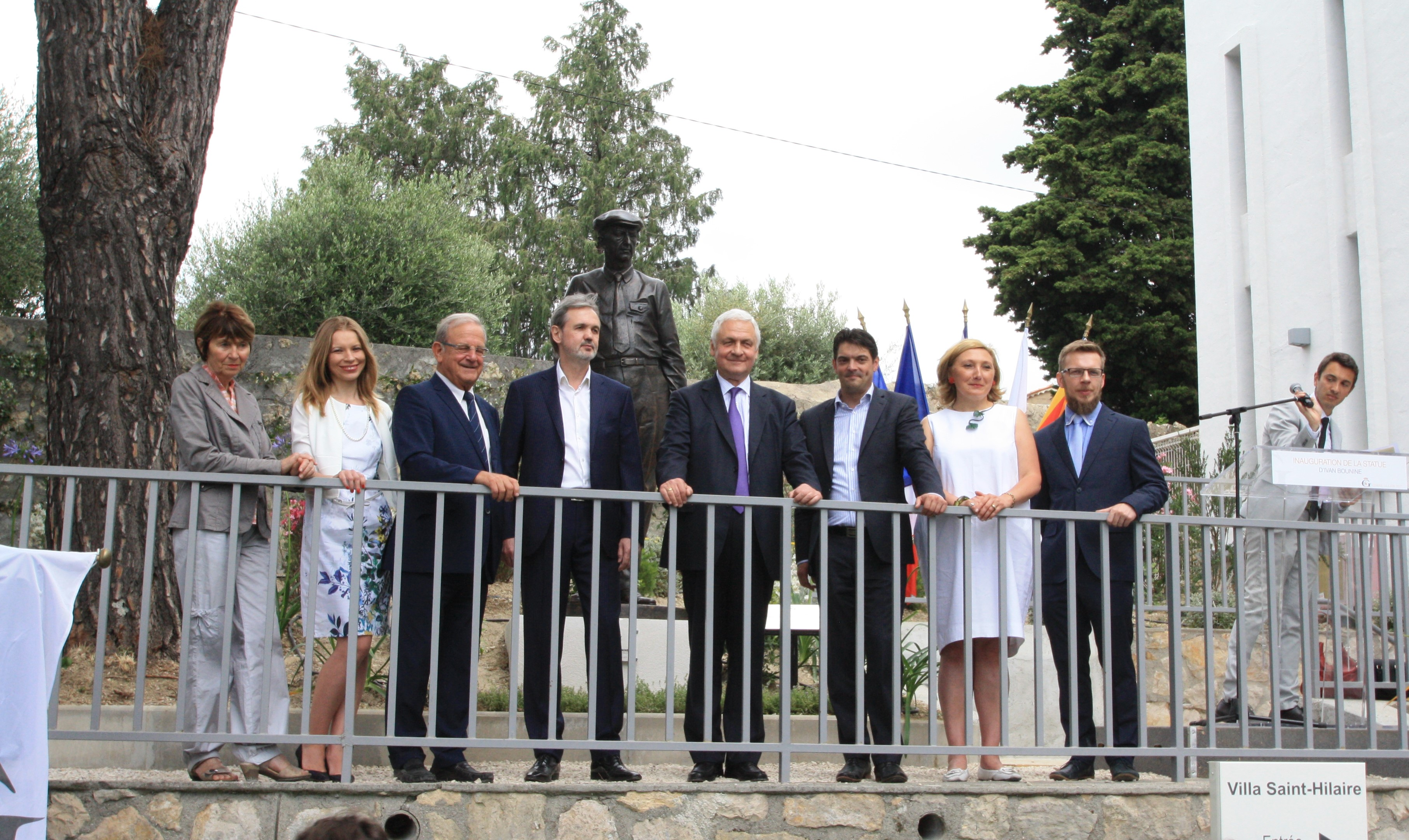
Inauguration de la statue d’Ivan Bounine écrivain russe, en présence du maire de Grasse, le sénateur Jean Pierre Leleux et l'ambassadeur de la fédération de Russie Alexandre Orlov.

L'une de ses sculptures les plus récentes, un monument à la mémoire des pilotes de l'escadrille Normandie-Niémen, a été dévoilée le 10 octobre 2007 à Moscou, dans le parc de Lefortovo, par les présidents Nicolas Sarkozy et Vladimir Poutine.